# Villa Trinidad
Villa Trinidad is een plaats in het Argentijnse bestuurlijke gebied San Cristóbal in de provincie Santa Fe. De plaats telt 2.945 inwoners.